# أندريه هيريرو
أندريه هيريرو (بالفرنسية: André Herrero)‏ هو لاعب اتحاد الرغبي فرنسي، ولد في 28 يناير 1938 في Puisserguier ‏ في فرنسا.

## وصلات خارجية
- أندريه هيريرو عل موقع إسبنسكروم (الإنجليزية)